# Второй пол
Второ́й пол (фр. Le Deuxième Sexe) — книга, написанная в 1949 году женщиной-философом Симоной де Бовуар. Одна из самых известных работ автора, повествующая об обращении с женщинами на протяжении человеческой истории; часто рассматривается как один из основных философских трудов феминистского направления и как отправная точка феминизма второй волны. Бовуар разрабатывала и писала эту книгу около 14 месяцев. Книга была издана в двух томах, отдельные главы до этого появились в Les Temps Modernes. Святой Престол включил её в «Индекс запрещённых книг».
Нэнси Бауэр, философ из Университета Тафтса, написала в 2004 году, что это книга о «распространённости, интенсивности и таинственности истории угнетения женщин».
Является одной из самых известных и противоречивых книг Бовуар. Произведение даже было запрещено Ватиканом. «Второй пол» считается новаторским произведением феминистской философии и отправной точкой для вдохновения феминизма второй волны.

## Содержание

### Том первый,Факты и мифы

#### Судьба
Первая часть, «Судьба», состоит из трёх глав. Первая, «Данные биологии», описывает взаимоотношения между яйцеклеткой и сперматозоидом у различных существ (рыбы, насекомые, млекопитающие). Затем автор переходит к человеку, сравнивая физиологию мужчины и женщины и утверждая, что женщины слабее мужчин (в мускульной силе, из-за меньшего количества эритроцитов в крови и меньшего объёма лёгких). Вторая глава, «Точка зрения психоанализа», посвящена теориям Зигмунда Фрейда и Альфреда Адлера. Затем она отвергает их на основе того, что исследование эротизма в контексте восприятия выходит за рамки возможностей психоанализа. В третьей главе, «Точка зрения исторического материализма», она вспоминает труд Энгельса Происхождение семьи, частной собственности и государства и в конечном счёте не находит в нём каких-либо оснований или причин для заявлений о «великом историческом поражении женского пола» после изобретения бронзы и появления частной собственности. Она цитирует Энгельса: «Об этом мы ничего до сих пор не знаем» — и отвергает его выводы, считая их надуманными.

Таким образом, изложение Энгельса остаётся поверхностным, а открываемые им истины — условными, оставаясь в пределах исторического материализма, их невозможно развить. Исторический материализм неспособен найти решения поставленных нами проблем, потому что они касаются всего человека в целом, а не некой абстракции, именуемой homo oeconomicus.

#### История
Вторая часть, «История», состоит из пяти безымянных глав. Согласно Бовуар, два фактора могут объяснить улучшение положения женщин: участие в производстве и свобода от репродуктивного рабства.
В первой главе Бовуар озвучивает проблему того, что материнство оставляет женщину «прикованной к своему телу» как животное и позволяет мужчинам доминировать над ней и природой.
Во второй главе она описывает постепенный процесс, приведший к господству мужчин над женщинами, начиная со статуэтки Великой Богини, найденной в Сузах, и до высказывания Пифагора, который сказал: «Есть доброе начало, сотворившее порядок, свет и мужчину, и злое начало, сотворившее хаос, мрак и женщину». Мужчина, по Бовуар, преуспевает благодаря своей трансцендентности, а имманентность является уделом женщины.
В третьей главе, объясняя угнетение женщин историей, Бовуар говорит, что притеснение женщин коренится в желании мужчин сохранить и продлить свой род. Она сравнивает положение женщин в Древней Греции с Римом. В Греции, за исключением Спарты, где не было никаких ограничений на свободу женщины, с женщинами обращаются почти как с рабами. Менандр пишет: «Женщина — это не оставляющее вас страдание». В Риме мужчины тоже были хозяевами, женщины пользовались бо́льшими правами, но по-прежнему подвергались дискриминации по признаку пола, это были пустые свободы.
В четвёртой главе Бовуар говорит, что, за исключением немецкой традиции, христианство и духовенство действовало в интересах подчинения женщин, цитируя Апостола Павла, Амвросия Медиоланского и Иоанна Златоуста (который писал: «Среди всех диких зверей не найти никого, кто был бы вреднее женщины»). Она также описывает проституцию и изменения, связанные с эпохой рыцарства и куртуазностью, которые произошли где-то в двенадцатом веке. Бовуар затем описывает «великих итальянских дам и куртизанок» XV века, а также Терезу Авильскую в Испании, статус которых был «также высок, как у мужчин». Правовой статус женщин в шестнадцатом веке остался неизменным, хотя некоторые (например, Маргарита Наваррская) смогли добиться независимости, став писателями или актрисами. Некоторые мужчины, такие как Агриппа Неттесгеймский, Мольер, Маркиз де Кондорсе и Пулен де ля Барр, опубликовавший в 1673 году труд «О равенстве обоих полов», помогли распространению идеи равенства женщин своими трудами.
В пятой главе Бовуар критикует Кодекс Наполеона, который, по её мнению, задержал процесс эмансипации женщин во Франции, а также Огюста Конта и Бальзака. Пьер-Жозеф Прудон описывается как антифеминист, который вывел формулу и оценил женщину в 8/27 от ценности мужчины. Промышленная революция девятнадцатого века дала женщинам возможность покинуть дом, но за свою работу они получали очень мало. Затем Бовуар прослеживает рост профсоюзов и участия женщин. Также она рассматривает распространение методов контроля над рождаемостью от Древнего Египта до XX века, а затем касается истории абортов. Дальше она сравнивает историю женского избирательного права во Франции, Новой Зеландии, Австралии, Великобритании, США, Швеции, Норвегии, Финляндии, Германии и СССР. Она пишет: «Лишь когда женщины начинают чувствовать себя на этой земле как дома, появляются такие личности, как Роза Люксембург и Мария Кюри. Они с блеском продемонстрировали, что не неполноценность женщины определила её ничтожную роль в истории, а ничтожная роль в истории обрекла её на неполноценность».

#### Мифы
Часть третья, «Мифы», состоит из трёх глав.
Первая глава представляет собой длинный подробный рассказ о «вечных разочарованиях» женщин, большей частью с мужской точки зрения. Она рассказывает о менструации, девственности, женской сексуальности, включая секс, замужество, материнство и проституцию. Чтобы проиллюстрировать представление мужчин об «ужасе женской фертильности», Бовуар цитирует British Medical Journal 1878 года, в котором член Британской медицинской ассоциации пишет: «Не вызывает сомнений, что мясо портится, если к нему прикасаются женщины, имеющие в это время менструацию». Она цитирует отрывки из Андре Бретона, Сенгора, Мишеля Лейриса, Поля Верлена, Эдгара По, Поля Валери, Гёте и Шекспира (Гамлет), а также романы, философов и даже фильмы (Гражданин Кейн).
Вторая глава разделена на шесть частей:
1. «Монтерлан, или Хлеб отвращения»,
2. «Д. Г. Лоуренс, или Фаллическая гордость»,
3. «Клодель и служанка Господня»,
4. «Бретон, или Поэзия»,
5. «Стендаль, или Романтика истинного»,
6. безымянная итоговая часть.

Бовуар пишет, что «в творчестве каждого отдельного писателя находят отражение великие коллективные мифы: женщина предстаёт перед нами как плоть». «Монтерлан и Лоуренс считают самоотверженность долгом женщины; не столь надменные Клодель, Бретон и Стендаль восхищаются этой самоотверженностью…» Она подводит итог: «Все их произведения свидетельствуют, что они ждут от женщины того самого альтруизма, которым восхищался и который вменял ей в обязанность Конт; этот альтруизм, по его мнению, говорит одновременно об очевидной приниженности и весьма сомнительном превосходстве». И:
«Для каждого из них идеальной женщиной будет та, что точнее всего воплотит в себе Другого, способного открыть мужчине его самого… Но единственный земной удел, который может быть уготован равной, женщине-ребёнку, душе-сестре, женщине-вульве, женщине-зверю, — это всегда мужчина».
Глава заканчивается мыслью, что «отсутствие или незначительная доля женского элемента в творчестве писателя сами по себе симптоматичны; … и он его теряет в такую эпоху, как наша, когда частные проблемы каждого отходят на второй план».
В третьей главе Бовуар говорит, что «глубже всех запал в мужские сердца миф о женской „тайне“». «Под этим предлогом они делают существование женщины ещё более жалким, например не признавая за ней никакого права на сексуальное удовольствие или заставляя её работать, как вьючное животное». Она думает, что это исчезает, например, в восемнадцатом веке, когда мужчины видели в женщинах себе подобных. В заключение первой части она цитирует Артюра Рембо, который пишет, что когда-нибудь, в один прекрасный день, женщины станут полноценными человеческими существами, когда мужчины дадут им свободу.

### Том второй,Жизнь женщины

#### Воспитание
Первая часть состоит из четырёх глав.
В первой главе, «Детство», цитируя Колетт Одри, Хелен Дейч, Тид Монье и доктора Липманна, Бовуар описывает начало жизни ребёнка с рождения и привязанность к материнскому телу. Она сравнивает воспитание девочки с воспитанием мальчика, которому уже в возрасте 3 или 4 лет говорят, что он «маленький мужчина». Она описывает и отвергает «женский комплекс кастрации» Фрейда и говорит, что девушки действительно учатся завидовать мальчуковому способу мочеиспускания. Девочкам дают кукол в качестве альтер эго и для компенсации. Девочка учится быть женщиной, и её «женская» судьба накладывается на неё её учителями и обществом. Бовуар считает, что девочка не имеет никакого врождённого «материнского инстинкта». Так как часть работы по дому может быть сделана и ребёнком, девочек часто просят делать такую работу. Девушка начинает верить в мужского бога и поклоняться ему, а также выдумывать себе взрослых любовников. Открытие секса является «феноменом таким же болезненным, как отлучение от груди», и она находит его отвратительным. Когда она узнает, что мужчины, а не женщины, являются хозяевами мира, это откровение «властно меняет её самосознание». Бовуар завершает эту главу описанием половой зрелости и начала менструаций, а также того, как девушки представляют себе секс с мужчиной.
Во второй главе, «Девушка», Бовуар описывает способы, которыми девушки в позднем подростковом возрасте принимают свою «женственность». По её мнению, это может выражаться в побегах из дома, тяге ко всему отвратительному, следовании природе, клептомании.
Глава третья, «Приобщение к тайнам секса», описывает сексуальные взаимоотношения с мужчинами. Как и многие психиатры, Бовуар считает, что последствия первого из этих переживаний влияют на всю жизнь женщины.
Четвёртая глава, «Лесбиянка», — это описание сексуальных отношений с женщинами, которые, как говорит Бовуар, общество считает «запретным путём». Она пишет: «На деле лесбийская любовь не является ни сознательным извращением, ни роковым проклятием».

#### Положение женщины в обществе
Вторая часть, «Положение женщины в обществе», содержит шесть глав.
В пятой главе, «Замужняя женщина», Бовуар демонстрирует свои негативные мысли о браке: «Говорят, что брак принижает мужчину, и нередко это действительно так, но он почти всегда губит женщину». Затем она описывает работу замужних женщин, начиная с нескольких страниц о домашнем хозяйстве, благодаря которому женщина, как она говорит, «не подпускает к себе смерть, но и не живёт настоящей жизнью». Она считает, что «из-за разделения труда [женщина] обречена на необходимую, но второстепенную работу: жилище и пища нужны для жизни, но не они придают ей смысл; хозяйка обеспечивает лишь материальную сторону жизни, не касаясь её духовной стороны; эта работа не может быть средством достижения индивидуальных целей». По мнению Бовуар, женщина, разлучённая со своей семьёй, находит только «разочарование» на следующий же день после свадьбы. Бовуар отмечает неравенство между мужем и женой (например, в возрасте) и находит, что любовь и «супружеская любовь» не одно и то же. Она считает, что замужество почти всегда разрушительно для женщины. Она цитирует Софью Толстую, которая написала в своём дневнике: «Я вдруг в первый раз ясно почувствовала, что я навсегда отрываюсь от своей семьи, от тех, кого так сильно любила, с кем прожила всю свою жизнь. Начались прощания. Это было ужасно!». Бовуар считает брак извращённым институтом, угнетающим как мужчин, так и женщин.
Шестая глава, «Мать», на две трети не о материнстве. Глава начинается с оправдания практики абортов, она утверждает, что медицинские аборты несут мало риска для матери, и подчёркивает тяжёлое положение семей и детей, рождённых в непригодных для этого условиях. Она утверждает, что католическая церковь не может утверждать, что души нерождённых младенцев не попадают в рай из-за отсутствия крещения, потому что это противоречило бы другим постулатам Церкви. Она заявляет, что вопрос об абортах не является вопросом морали, а вопросом «мужского садизма» по отношению к женщине. Дальше она описывает беременность. Беременность рассматривается одновременно и как благословение, и как проклятие женщины. В этом создании новой жизни женщина теряет себя, становясь «пассивным инструментом жизни». Когда появляются дети, продолжает Бовуар, «садомазохистские проявления матери создают у дочери комплекс вины, оборачивающийся её садомазохистским отношением к своим детям», и так без конца. Она заканчивает призывом к социалистической практике воспитания детей, «в хорошо организованном обществе, где ребёнок будет в значительной степени на попечении коллектива профессионалов, а мать окружена заботой, пользоваться поддержкой, женщина вполне сможет сочетать материнство со своей работой».
В седьмой главе, «Светская женщина», Бовуар описывает одежду женщины, её подруг и её отношения со священниками, врачами, знаменитостями и любовниками, заключая: «И адюльтер, и дружеские связи, и светская жизнь — всё это лишь дивертисменты в супружеской жизни; они могут помочь переносить цепи принуждения и насилия, но не разрывают их. Это всего лишь подобие побега, и это никаким образом не позволяет женщине по-настоящему распорядиться своей судьбой».
В восьмой главе, «Проститутки и гетеры», Бовуар описывает проституток и их взаимоотношения с сутенёрами и другими женщинами, а также гетер. В отличие от проституток, гетера и куртизанка может получить признание как личность и в случае успеха может стремиться выше к публичному признанию. Это можно наблюдать на примере звёзд кинематографа, таких как Рита Хейворт.
Девятая глава, «От зрелости к старости», рассказывает о пути к менопаузе, который может пробудить в женщине гомосексуальные наклонности (которые, по мнению Бовуар, являются для женщины латентными). Когда женщина соглашается с процессом старения, «ей остаётся прожить почти половину взрослой жизни без надежды на будущее». Женщина может выбрать жить жизнью своих детей (чаще всего сына) или внуков, но она «оказываются ни с чем перед пустотой будущего, во власти одиночества, сожалений, скуки». Чтобы занять себя, она может участвовать в бесполезных кружках рукоделия («что едва ли это можно назвать и серьёзным занятием, ведь голова практически не участвует в работе, мозг бездействует»), акварели, музыки или чтения, или она может присоединиться к благотворительной организации. Бовуар заключает, что хотя некоторые редкие женщины искренне преданы этим занятиям, «самая большая степень свободы, на которую способен тип женщины-паразита в мыслях, равно как и в поступках, — это стоический вызов или скептическая ирония».
В десятой главе, «„Ситуация“ и характер женщины», Бовуар говорит, что женщина умеет быть активной, эффективной и спокойной не хуже мужчины. Она говорит, что Стендаль утверждал, что женщина может пользоваться мужской логикой «так же умело, как и мужчина, если ей приходится». Но её положение удерживает её от того, чтобы «быть полезной», её удел — приготовление пищи, одежда и дом. Она волнуется, потому что она «ничего не делает», она жалуется, она плачет, она может угрожать самоубийством. Она протестует, но не может избежать своей судьбы. Она может достичь счастья в «гармонии» и «добре», что описано Вирджинией Вулф и Кэтрин Мэнсфилд. Она является мишенью для религии. Бовуар считает, что бессмысленно спорить о том, хорошо или плохо быть женщиной, так как очевидно, что быть мужчиной «бесконечно предпочтительнее». В заключение она пишет: «Следовательно, у них [женщин] есть только одна стезя: бороться за своё освобождение. Освобождение женщины станет реальностью лишь в том случае, если оно будет делом коллективным, и его необходимым условием является окончательное торжество её экономической независимости».

#### В поисках смысла жизни
Третья часть, «В поисках смысла жизни», состоит из трёх коротких глав.
Глава одиннадцатая, «Самовлюблённая женщина», описывает нарциссические натуры. Бовуар считает, что таким женщинам показана театральная карьера.
Двенадцатая глава, «Влюблённая», описывает женщину в браке и вне его: «В тот день, когда женщина сможет любить благодаря своей силе, а не благодаря слабости, когда она будет любить не для того, чтобы бежать от себя, а для того, чтобы себя найти, не для того, чтобы отречься от себя, а для того, чтобы себя утвердить, — в тот день любовь станет для неё, как и для мужчины, не смертельной опасностью, а источником жизни».
Тринадцатая глава, «Богоискательница», рассказывает о жизни женщин, таких как госпожа Гийон, госпожа Крюденер, Екатерина Сиенская, Анджела из Фолиньо, Маргарита Мария Алакок, Екатерина Эммерих и Тереза Неман, у некоторых из которых появились стигматы. Религиозный пыл, так же как любовь и даже самовлюблённость, совместим с активной, независимой жизнью. Бовуар считает, что «сами усилия, направленные на достижение индивидуального спасения, ведут лишь к гибели. Женщина либо вступает во взаимоотношения с нереальным, своим двойником, Богом, либо создаёт нереальные взаимоотношения с реальным существом. Ни в том, ни в другом случае она не в состоянии воздействовать на мир, не может вырваться за рамки своей субъективности, обрести подлинную свободу. Единственная возможность обрести её — стать позитивно действующим членом общества».

#### К освобождению
Четвёртая часть, «К освобождению», состоит из одной главы и заключения.
Глава четырнадцатая, «Независимая женщина», описывает различие между мужчиной, который мог бы, например, поселиться в отеле в новом городе, и женщиной, которая будет чувствовать необходимость в доме. Она считает, что садизма и мазохизма можно избежать только при равенстве полов. Она считает, что подобного равенства добиваются лишь немногие женщины, и приводит пример Клары Шуман и Роберта Шумана. Бовуар говорит, что цели жён могут быть грандиозны: она пытается быть элегантной, хорошей хозяйкой, хорошей матерью. Выделенными оказываются «актрисы, танцовщицы и певицы», которые могут добиться независимости. Среди писательниц она выделяет только Эмили Бронте, Вирджинию Вулф и отчасти Мэри Уэбб, упоминая также Колетт и Мэнсфилд, которые попытались «воспользоваться своей победой и почувствовать себя совершенно свободными». Про остальных Бовуар говорит, что «никто из них не восставал против удела человеческого. Они всего лишь обрели возможность более или менее полно жить в его границах». Она считает, что женщины не могут творить, как Ван Гог или Франц Кафка, и лишь Тереза Авильская жила для себя. Бовуар заключает: «Бесспорно одно: до сих пор способности женщины подавлялись и поэтому были потеряны для человечества. Давно пора, как в её личных, так и в общественных интересах, предоставить ей возможность для самореализации».
В заключительной главе Бовуар описывает будущее, где мужчины и женщины будут равны:
Мир, общество, где мужчины и женщины были бы равноправны, нетрудно вообразить, так как это как раз то общество, которое обещала советская революция: женщины, получившие одинаковое с мужчинами воспитание и образование, будут работать вместе с мужчинами на одних и тех же условиях и за равную зарплату; эротическая свобода не станет возмущать общественные нравы, сексуальный акт уже не будет «службой» за положенную плату; женщине придётся иначе обеспечивать себя; брак станет свободным, и супруги смогут разойтись, когда захотят; материнство будет добровольным, что означает предоставление каждой женщине права самой контролировать рождение детей, делать аборт; каждой матери, каждому ребёнку гарантированы равные права, независимо от того, рождены ли дети в браке или нет; оплаченный отпуск по беременности, а после рождения ребёнка забота о нём общества не означают, что ребёнка забирают у родителей, он просто не остаётся на их полном попечении, часть забот о нём берёт на себя общество.
Бовуар объясняет «главный закон политэкономии»: «Товарообмен регулируется той ценностью предлагаемого товара, которую он представляет для покупателя, а не для продавца: женщину просто обманули, твердя ей, что она бесценна; на самом деле она лишь развлечение, удовольствие, спутница, то есть благо, конечно, но не самое основное; мужчина — центр всего, главный смысл, смысл её жизни, так что обмен — сделка, имеющая место между ними, — строится не на принципах равноценности» — и заключает:
…чтобы одержать эту высшую победу, в числе прочего мужчине и женщине необходимо возвыситься над своими естественными различиями и заключить между собой подлинно братский союз.

## Отзывы
Дейдра Баир, американская писательница и биограф, выпустила в 1989 году книгу Introduction to the Vintage Edition, в которой собрала критику книги Симоны де Бовуар «Второй пол». Она считает, что одной из главных тем критики было обвинение автора в «бессознательном женоненавистничестве». Британская поэтесса Стиви Смит сказала: «Она написала огромную книгу о женщинах, и вскоре стало ясно, что она их не любит, как и сама не любит быть женщиной». Баир также цитирует британского исследователя Рэдфорда, который считает Бовуар виновной в «описании женщин своими собственными красками», потому что «Второй пол» —
в первую очередь описание среднего класса, так искажённое автобиографическим влиянием, что индивидуальные проблемы писателя получили преувеличенное значение в её обсуждении женственности.

## Влияние
Историк культуры Ричард Вебстер писал, что критика «психоаналитического очернения женщины» в книге вдохновила последующие феминистские аргументы против психоанализа, в том числе книги Бетти Фридан «Тайна женственности», Кэйт Миллетт «Сексуальная политика» и Жермен Грир «Женщина-евнух».
Джудит Батлер говорила, что формулировка Бовуар «женщинами не рождаются, а становятся» помогла разделить понятия «пол» и «гендер». Батлер говорит, что книга предполагает, что «гендер» — это аспект идентичности, «постепенно приобретаемый». Батлер видит «Второй пол» как потенциально обеспечивающий радикальное понимание гендера. Однако, чтобы быть верными времени, в котором книга была написана, и словам, выбранным автором, переводчики не используют слово «гендер», которое появилось в более поздний период, используя термин Симоны де Бовуар «пол».

## Переводы
Первый перевод на английский был осуществлён в 1953 году и подвергся критике.
Перевод на русский язык осуществлён Светланой Григорьевной Айвазовой, доктором политических наук, главным научным сотрудником Института сравнительной политологии, она же написала вступительную статью к русскому изданию. Книга была выпущена в 1997 году Издательской группой «Прогресс» с комментариями М. В. Аристовой.